# Mechanix (Megadeth)
Mechanix è una celebre canzone del gruppo thrash metal statunitense Megadeth. La pubblicazione si ebbe nel 1985 all'interno del primo album della band, Killing Is My Business... And Business Is Good!.
Il brano deve la sua popolarità non solo alla fama dell'album, ma anche al dualismo provocato dall'uscita di una canzone dei Metallica del tutto simile intitolata The Four Horseman (traccia numero due dell'album Kill 'Em All del 1983). I due brani presentano gli stessi riff e melodie, scritte da Dave Mustaine all'epoca del suo primo gruppo, i Panic. Il brano venne poi pubblicato nella demo No life 'til leather dei Metallica, e successivamente rimaneggiato da Mustaine medesimo per venire incontro alle richieste di Lars Ulrich. Il riarrangiamento consisteva principalmente nell'aggiunta di una parte centrale più lenta, presa in prestito - secondo le parole di Dave Mustaine - da "Sweet Home Alabama" dei Lynyrd Skynyrd; dopo la cacciata dalla band del chitarrista, Ulrich ed Hetfield cambiarono il testo e rallentarono il ritmo.

## Descrizione
(Dave Mustaine, durante il live Rude Awakening (2002), prima di suonare Mechanix)
Il testo di Mechanix, sfrontato ed aggressivo per tutta la sua lunghezza, è quello originale ed è risalente alla band pre-Metallica di Mustaine. Usando cliché narrativi, il testo parla di un incontro sessuale che si svolge in un'officina meccanica di autoriparazioni. Usa immagini piuttosto basilari quali "Made my pistons bulge" ("ha fatto pompare i miei pistoni") e  "Made my drive shaft crank" ("Ha fatto girare il mio albero motore"). Tuttavia questa versione, grazie anche all'apporto di Samuelson, Poland e Ellefson, riesce ad essere più coesa e veloce anche della prima, grazie al fatto che un fan chiese a Mustaine di dimostrare le sue abilità e la sua velocità esecutiva, sottolineando inoltre che non aveva nulla da dimostrare ai Metallica, essendo a detta del suddetto fan un musicista certamente migliore dei suoi vecchi compagni.
Di contro, The Four Horseman, versione dei Metallica della stessa melodia, vanta un testo di genere horror, ben lungi dal ricercare una polemica con Mustaine: quattro cavalieri (ovvero i Four Horseman) cavalcano per le strade di una fantomatica città in rovina, portando distruzione, carestia e desolazione agli abitanti della stessa, per i quali non esistono vie di scampo se non la morte. Il brano riprende i concetti espressi ne l'Apocalisse di Giovanni, ed in particolare i protagonisti della canzone non sono nient'altri che i Quattro Cavalieri dell'Apocalisse (The Four Horseman of the Apocalypse).